# Listă de scriitori români - S

## Scriitori români - S
| - Sadoveanu, Ion Marin - Sadoveanu, Mihail - Sahia, Alexandru - Sandu, Ana Maria - Sava, Nicolae - Savin, Viorel - Sălcudeanu, Petre - Sântimbreanu, Mircea - Săraru, Dinu - Sărbătoare, Octavian - Sasu, Aurel - Scarlat, Mircea - Scharf, Erika - Scherg, Georg - Schenk, Christian W. - Sebastian, Mihail | - Simion, Eugen - Simionescu, Mircea Horia - Sin, Mihai - Sîrbu, Valeriu - Slavici, Ioan - Smarandache, Florentin - Solomon, Dumitru - Sorbul, Mihail - Sorescu, Marin - Soviany, Octavian - Spiridon, Cassian Maria - Spiridon, Monica - Stanca, Dan - Stănciulescu, Hanibal - Stancu, Zaharia | - Stan, Virgil - Stănescu, Nichita - Stănescu, Saviana - Stere, Constantin - Stoenescu, Ștefan - Stoica, Petre - Stoiciu, Liviu Ioan - Storch, Franz - Stratan, Ion - Streinu, Vladimir - Stroe, Geo - Suceavă, Bogdan - Suchianu, D. I. - Suciu, Adrian - Suciu, Ioan |